# 新潟県の県道一覧
新潟県の県道一覧（にいがたけんのけんどういちらん）は、新潟県を通る県道の一覧である。
2007年（平成19年）4月1日に新潟市が政令指定都市へ移行したのに伴い、同市内の一般国道と県道（指定区間である国道7号、国道8号、国道49号、国道116号及び前記4路線に重複する区間の一般国道・県道を除く）の管理は、新潟県から新潟市に移管している。

## 主要地方道
県道番号のうち1 - 100号は、主要地方道に付与されている。
1994年（平成6年）4月1日以前は800番台が使われていた。

### 1 - 50号
- 1 新潟県道1号新潟小須戸三条線
- 2 新潟県道2号新潟寺泊線（旧北陸街道）
- 3 新潟県道3号新潟新発田村上線（旧国道7号）
- 4 新潟県道4号新潟港横越線
- 5 新潟県道5号新潟新津線（旧国道49号及び旧国道403号）
- 6 新潟県道6号山北朝日線
- 7 新潟県道7号新津村松線
- 8 新潟県道8号長岡見附三条線
- 9 新潟県道9号長岡栃尾巻線
- 10 新潟県道10号長岡片貝小千谷線
- 11 新潟県道11号柏崎小国線
- 12 新潟県道12号松代高柳線
- 13 新潟県道13号上越安塚柏崎線
- 14 新潟県道14号新発田津川線（旧会津街道）
- 15 新潟県道15号新潟長浦水原線
- 16 新潟県道16号新潟亀田内野線
- 17 新潟県道17号新潟村松三川線
- 18 新潟県道18号燕地蔵堂線
- 19 新潟県道19号見附栃尾線
- 20 新潟県道20号見附中之島線
- 21 新潟県道21号新発田紫雲寺線
- 22 新潟県道22号長岡寺泊線
- 23 新潟県道23号柏崎高浜堀之内線
- 24 新潟県道24号栃尾山古志線
- 25 新潟県道25号柿崎小国線
- 26 新潟県道26号新発田豊栄線
- 27 新潟県道27号新潟安田線
- 28 新潟県道28号塩沢大和線
- 29 新潟県道29号吉田弥彦線
- 30 新潟県道30号新井柿崎線
- 31 新潟県道31号相川佐和田線
- 32 新潟県道32号新発田停車場線
- 33 新潟県道33号新潟停車場線
- 34 新潟県道34号新津停車場線
- 35 新潟県道35号三条停車場線
- 36 新潟県道36号長岡停車場線
- 37 新潟県道37号柏崎停車場線
- 38 新潟県道38号高田停車場線
- 39 新潟県道39号妙高高原公園線
- 40 新潟県道40号両津港線
- 41 新潟県道41号白根安田線
- 42 新潟県道42号新潟黒埼インター線
- 43 新潟県道43号上越安塚浦川原線
- 44 新潟県道44号新潟燕線
- 45 新潟県道45号佐渡一周線（日本最長の主要地方道）
- 46 新潟県道46号新潟中央環状線（2012年9月11日、新潟大外環状線から路線名変更）
- 47 新潟県道47号小出停車場線
- 48 新潟県道48号長岡西山線
- 49 新潟県道49号小千谷十日町津南線
- 50 新潟県道50号小出奥只見線（通称「奥只見シルバーライン」）

### 51 - 97号
- 51 新潟県道51号新潟黒埼インター笹口線
- 52 新潟県道52号山北関川線（山形県道と共通）
- 53 新潟県道53号胎内二王子公園羽黒線
- 54 新潟県道54号中条紫雲寺線
- 55 新潟県道55号新潟五泉間瀬線
- 56 新潟県道56号小千谷大沢線
- 57 新潟県道57号栃尾守門線
- 58 新潟県道58号小千谷大和線
- 59 新潟県道59号大和焼野線
- 60 新潟県道60号住吉上館線
- 61 新潟県道61号柿崎牧線
- 62 （欠番）
- 63 新潟県道63号上越新井線
- 64 （欠番）
- 65 新潟県道65号両津真野赤泊線
- 66 新潟県道66号白根西川巻線
- 67 新潟県道67号村松田上線
- 68 新潟県道68号燕分水線
- 69 新潟県道69号長岡和島線
- 70 新潟県道70号小出守門線
- 71 新潟県道71号小千谷川口大和線
- 72 新潟県道72号柏崎越路線
- 73 新潟県道73号鯨波宮川線
- 74 新潟県道74号十日町六日町線
- 75 新潟県道75号十日町川西線
- 76 新潟県道76号十日町当間塩沢線
- 77 新潟県道77号上越頸城大潟線
- 78 新潟県道78号大潟高柳線
- 79 （欠番）
- 80 新潟県道80号松代天水島線
- 81 新潟県道81号佐渡縦貫線
- 82 新潟県道82号十日町塩沢線
- 83 新潟県道83号川口塩殿線
- 84 新潟県道84号堀之内インター線
- 85 新潟県道85号上越高田インター線
- 86 新潟県道86号長岡インター線
- 87 新潟県道87号名立谷浜インター線
- 88 新潟県道88号能生インター線
- 89 新潟県道89号津川インター線
- 90 - 94（欠番）
- 95 新潟県道95号上越飯山線（長野県道と共通）
- 96 新潟県道96号飯山妙高高原線（長野県道と共通）
- 97 新潟県道97号飯山斑尾新井線（長野県道と共通）

## 一般県道
県道番号のうち101番以降は、一般県道に付与されている。
1994年（平成6年）4月1日までは1号から始まっていた。

### 101 - 150号
- 101 新潟県道101号亀田停車場線
- 102 新潟県道102号荻川停車場線
- 103 新潟県道103号矢代田停車場線
- 104 新潟県道104号羽生田停車場線
- 105 （欠番）
- 106 新潟県道106号三条停車場四日町線
- 107 新潟県道107号帯織停車場大面線
- 108 新潟県道108号見附停車場線
- 109 新潟県道109号押切停車場線
- 110 新潟県道110号北長岡停車場線
- 111 新潟県道111号南長岡停車場線
- 112 新潟県道112号来迎寺停車場神谷線
- 113 （欠番）
- 114 新潟県道114号越後広田停車場線
- 115 新潟県道115号上路市振停車場線（富山県道と共通）
- 116 新潟県道116号安田停車場線
- 117 新潟県道117号鯨波停車場線
- 118 新潟県道118号米山停車場線
- 119 新潟県道119号柿崎停車場線
- 120 新潟県道120号潟町停車場線
- 121 新潟県道121号東三条停車場線
- 122 新潟県道122号黒井停車場線
- 123 新潟県道123号直江津停車場線
- 124 新潟県道124号余川塩沢停車場線
- 125 新潟県道125号新井停車場線
- 126 新潟県道126号長岡見附線
- 127 新潟県道127号新津茨曽根燕線
- 128 新潟県道128号町屋越後堀之内停車場線
- 129 新潟県道129号犀潟柿崎線
- 130 新潟県道130号中条五日町停車場線
- 131 新潟県道131号六日町停車場線
- 132 新潟県道132号塩沢停車場八竜新田線
- 133 新潟県道133号五泉停車場線
- 134 新潟県道134号馬下停車場線
- 135 新潟県道135号五十島停車場線
- 136 新潟県道136号三川停車場線
- 137 新潟県道137号天神林上条線
- 138 新潟県道138号栃尾田井線
- 139 新潟県道139号関屋停車場線
- 140 新潟県道140号内野停車場線
- 141 新潟県道141号白根黒埼線
- 142 新潟県道142号岩船町停車場有明線
- 143 新潟県道143号巻停車場線
- 144 新潟県道144号吉田停車場線
- 145 新潟県道145号分水停車場線
- 146 新潟県道146号岩船町停車場岩船線
- 147 新潟県道147号西山停車場線
- 148 新潟県道148号刈羽停車場線
- 149 新潟県道149号荒浜停車場線
- 150 新潟県道150号西中通停車場線

### 151 - 200号
- 151 新潟県道151号東柏崎停車場線
- 152 新潟県道152号東柏崎停車場比角線
- 153 新潟県道153号燕白根線
- 154 新潟県道154号糸魚川停車場線
- 155 新潟県道155号橋立青海停車場線
- 156 新潟県道156号頸城大野停車場線
- 157 （欠番）
- 158 新潟県道158号島見豊栄線
- 159 新潟県道159号分水寺泊線
- 160 新潟県道160号弥彦停車場線
- 161 新潟県道161号燕停車場線
- 162 （欠番）
- 163 （欠番）
- 164 新潟県道164号白山停車場女池線
- 165 新潟県道165号見附分水線
- 166 新潟県道166号大荒戸越路線
- 167 新潟県道167号古津停車場線
- 168 新潟県道168号越後赤塚停車場四ッ郷屋線
- 169 新潟県道169号寺泊与板線
- 170 新潟県道170号与板関原線
- 171 新潟県道171号塚山小国線
- 172 （欠番）
- 173 新潟県道173号中条乙線
- 174 新潟県道174号角島鹿瀬線
- 175 新潟県道175号関山停車場線
- 176 新潟県道176号妙法寺停車場線
- 177 新潟県道177号岩沢停車場芋坂線
- 178 新潟県道178号山ノ相川下条停車場線
- 179 新潟県道179号魚沼中条停車場線
- 180 新潟県道180号春日山停車場春日山城線
- 181 新潟県道181号多田皆川金井線
- 182 新潟県道182号坂町停車場金屋線
- 183 新潟県道183号鞍掛八木向線
- 184 新潟県道184号三和新井線
- 185 新潟県道185号春日山城直江津線
- 186 新潟県道186号板倉直江津線
- 187 新潟県道187号池の平妙高高原線
- 188 新潟県道188号五泉安田線
- 189 新潟県道189号阿仏坊新町線
- 190 新潟県道190号阿仏坊竹田線
- 191 新潟県道191号巻停車場新町線
- 192 新潟県道192号久田小島谷線
- 193 新潟県道193号出雲崎柿の木小島谷線
- 194 新潟県道194号辰巳中興線
- 195 新潟県道195号辰巳宮浦線
- 196 新潟県道196号川口岩沢線
- 197 新潟県道197号向山越後川口停車場線
- 198 新潟県道198号青柳高田線
- 199 新潟県道199号横畑高田線
- 200 新潟県道200号上正善寺高田線

### 201 - 250号
- 201 新潟県道201号田屋戸野目線
- 202 新潟県道202号米倉板山新発田線
- 203 新潟県道203号網代浜新発田線
- 204 新潟県道204号島見新発田線
- 205 新潟県道205号高根村上線
- 206 （欠番）
- 207 新潟県道207号大栗田村上線
- 208 新潟県道208号小揚猿沢線
- 209 新潟県道209号山ノ相川内ヶ巻停車場線
- 210 新潟県道210号遅場見附線
- 211 新潟県道211号三仏生片貝線
- 212 新潟県道212号大面保内線
- 213 新潟県道213号下田見附線
- 214 新潟県道214号城内焼野線
- 215 新潟県道215号荒浜中田線
- 216 新潟県道216号大瀁直江津線
- 217 新潟県道217号二本木岡川新井線
- 218 新潟県道218号月潟西川線
- 219 新潟県道219号松代岡野町線
- 220 新潟県道220号白根亀田線
- 221 新潟県道221号上町屋釜沢糸魚川線
- 222 新潟県道222号西中糸魚川線
- 223 新潟県道223号石瀬吉田線
- 224 新潟県道224号地蔵堂中島線
- 225 新潟県道225号川尻小谷糸魚川線（長野県道と共通。長野県側の路線番号は114）
- 226 新潟県道226号出戸村松線
- 227 新潟県道227号室谷津川線
- 228 新潟県道228号柴倉津川線
- 229 新潟県道229号菖蒲棚岡線
- 230 新潟県道230号滝之又堀之内線
- 231 新潟県道231号新関橋田村松線
- 232 新潟県道232号浦佐小出線
- 233 新潟県道233号落合六日町線
- 234 新潟県道234号桐沢麓五日町停車場線
- 235 新潟県道235号沢口塩沢線
- 236 新潟県道236号岩野塚山線
- 237 新潟県道237号金井新穂線
- 238 新潟県道238号加用逆巻線
- 239 新潟県道239号秋山郷森宮野原停車場線（長野県道と共通。長野県側の路線番号は507）
- 240 新潟県道240号上増田吉川線
- 241 新潟県道241号川谷十町歩線
- 242 新潟県道242号七軒町見附線
- 243 新潟県道243号月池松代線
- 244 新潟県道244号宮寄上加茂線
- 245 新潟県道245号東飛山名立線
- 246 新潟県道246号西飛山能生線
- 247 新潟県道247号沢海酒屋線
- 248 新潟県道248号山熊田府屋停車場線
- 249 新潟県道249号北中府屋停車場線
- 250 新潟県道250号月潟吉田線

### 251 - 300号
- 251 新潟県道251号加用今新田津南停車場線
- 252 新潟県道252号田代小国線
- 253 新潟県道253号浦川原犀潟停車場線
- 254 新潟県道254号上小沢上越妙高停車場線
- 255 新潟県道255号新関水原停車場線
- 256 新潟県道256号分水栄線
- 257 新潟県道257号田屋青海川停車場線
- 258 新潟県道258号長坂潟町停車場線
- 259 新潟県道259号小猿屋黒井停車場線
- 260 新潟県道260号三条八王寺線
- 261 新潟県道261号西野谷二本木停車場線
- 262 新潟県道262号大原関山停車場線
- 263 新潟県道263号長岡七日市線
- 264 新潟県道264号豊栄天王線
- 265 新潟県道265号下折立浦佐停車場線
- 266 新潟県道266号一村尾大崎線
- 267 新潟県道267号石打停車場線
- 268 新潟県道268号越後湯沢停車場岩原線
- 269 新潟県道269号土口谷浜停車場線
- 270 新潟県道270号湯之河内梶屋敷停車場線
- 271 新潟県道271号水原出湯線
- 272 新潟県道272号黒俣越後下関停車場線
- 273 新潟県道273号大栗田越後下関停車場線
- 274 新潟県道274号与板北野線
- 275 新潟県道275号門出石黒線
- 276 新潟県道276号夏戸寺泊停車場線
- 277 新潟県道277号郷本桐原停車場線
- 278 新潟県道278号牧横住線
- 279 新潟県道279号椎谷礼拝停車場線
- 280 新潟県道280号杉野沢黒姫停車場線（長野県道と共通。長野県側の路線番号は119）
- 281 新潟県道281号森町鹿峠線
- 282 新潟県道282号佐渡空港線
- 283 新潟県道283号西片貝浦瀬線
- 284 新潟県道284号中深見越後田沢停車場線
- 285 新潟県道285号姿土市停車場線
- 286 新潟県道286号岩船港線
- 287 新潟県道287号羽茂港村山線
- 288 新潟県道288号勝木停車場線
- 289 新潟県道289号坂町停車場線
- 290 新潟県道290号曽野木一日市線
- 291 新潟県道291号関口早稲田線
- 292 新潟県道292号金塚停車場線
- 293 新潟県道293号金塚停車場竹島線
- 294 新潟県道294号塩谷福田線
- 295 新潟県道295号下戸倉五泉線
- 296 新潟県道296号横山巻線
- 297 新潟県道297号矢作長崎線
- 298 新潟県道298号押廻加治線
- 299 新潟県道299号栃尾又上折立線
- 300 新潟県道300号月岡停車場月岡線

### 301 - 350号
- 301 新潟県道301号柳島信濃坂線
- 302 新潟県道302号本高津戸野目線（実延長なし）
- 303 新潟県道303号水原停車場線
- 304 新潟県道304号真野新町線
- 305 新潟県道305号妙照寺佐和田線
- 306 新潟県道306号市野沢中興線
- 307 新潟県道307号湯沢上関線
- 308 新潟県道308号高瀬上関線
- 309 （欠番）
- 310 新潟県道310号荒沢塩野町線
- 311 （欠番）
- 312 新潟県道312号豊浦笹岡線
- 313 新潟県道313号上下浜停車場線
- 314 新潟県道314号笹口浜中条線
- 315 新潟県道315号馬下論瀬線
- 316 新潟県道316号柏崎港線
- 317 新潟県道317号上塩栃尾線
- 318 （欠番）
- 319 新潟県道319号赤玉両津港線
- 320 新潟県道320号新津小須戸線（旧国道403号）
- 321 新潟県道321号釜谷内浦線
- 322 新潟県道322号鹿瀬日出谷線
- 323 新潟県道323号黒埼上新町線（西蒲原広域農道1号線の全線と、同2号線、新潟県道2号新潟寺泊線、新潟市道曽和上新町線の一部と同じ区間が指定されているが、案内標識等では一切設置されていない）
- 324 新潟県道324号豊栄太夫浜線
- 325 新潟県道325号黒埼新飯田線
- 326 新潟県道326号小白倉木落線
- 327 新潟県道327号十日町停車場線
- 328 新潟県道328号三ツ又小出線
- 329 新潟県道329号五頭連峰公園線
- 330 （欠番）
- 331 新潟県道331号三条下田線
- 332 新潟県道332号湯之谷越後広瀬停車場線
- 333 新潟県道333号中山竜光堀之内線
- 334 新潟県道334号当間土市停車場線
- 335 新潟県道335号滝谷上赤谷線
- 336 新潟県道336号出雲崎石地線
- 337 新潟県道337号坂井猪子場新田線
- 338 新潟県道338号原之町上下浜停車場線
- 339 新潟県道339号小栗山川口線
- 340 新潟県道340号十日町千手線
- 341 新潟県道341号大沢小国小千谷線
- 342 新潟県道342号田沢水沢線
- 343 新潟県道343号下長橋上館線
- 344 新潟県道344号坂本新田新井線
- 345 新潟県道345号細野魚沼田中停車場線
- 346 新潟県道346号親柄大白川停車場線
- 347 新潟県道347号二分栃尾線
- 348 新潟県道348号菖蒲高原線
- 349 新潟県道349号鶴岡村上線（山形県道と共通）
- 350 新潟県道350号松代松之山線

### 351 - 400号
- 351 新潟県道351号神立湯沢線
- 352 新潟県道352号新崎停車場線
- 353 新潟県道353号咲花温泉線
- 354 新潟県道354号黒倉野中線
- 355 新潟県道355号仙見守門公園線
- 356 新潟県道356号半蔵金入広瀬停車場線
- 357 新潟県道357号千谷沢小千谷線
- 358 新潟県道358号天水島東川線
- 359 新潟県道359号上牧棚広線
- 360 新潟県道360号関山中郷線
- 361 新潟県道361号万条新田越後中里停車場線
- 362 新潟県道362号後谷黒田上越妙高停車場線
- 363 新潟県道363号市野江浦佐線
- 364 新潟県道364号一村尾六日町線
- 365 新潟県道365号仲田塩沢線
- 366 新潟県道366号両善寺西野谷新田線
- 367 新潟県道367号桶海大鹿線（実延長なし）
- 368 新潟県道368号青海水崎線
- 369 新潟県道369号黒部柏崎線
- 370 新潟県道370号滝谷三和線
- 371 新潟県道371号堀之内小出線
- 372 新潟県道372号五箇小出線
- 373 新潟県道373号向山西山停車場線
- 374 新潟県道374号五千石巻新潟線（旧国道116号）
- 375 新潟県道375号平岩停車場蒲原線
- 376 新潟県道376号名木山浦川原線
- 377 新潟県道377号島道大沢線（実延長なし）
- 378 新潟県道378号大口与板線
- 379 新潟県道379号糸郷屋白根線
- 380 新潟県道380号今井巻線
- 381 新潟県道381号金井畑野線
- 382 新潟県道382号寺尾停車場線
- 383 新潟県道383号佐渡山巻線
- 384 新潟県道384号羽黒燕線
- 385 新潟県道385号浅草山大白川停車場線
- 386 新潟県道386号大野川ダム線（実延長なし）
- 387 新潟県道387号吉水大和線
- 388 新潟県道388号西枯木又堀之内線
- 389 新潟県道389号清津公園線
- 390 新潟県道390号加治停車場上館線
- 391 新潟県道391号佐々木停車場線
- 392 新潟県道392号鳥穴日渡線
- 393 新潟県道393号礼拝長岡線
- 394 （欠番）
- 395 （欠番）
- 396 新潟県道396号関赤倉線
- 397 新潟県道397号上山田山辺里線
- 398 新潟県道398号島見濁川線
- 399 新潟県道399号杉野沢二俣線
- 400 （欠番）

### 401 - 450号
- 401 （欠番）
- 402 新潟県道402号樽ヶ橋長政線
- 403 新潟県道403号五泉停車場石曽根線
- 404 新潟県道404号中名沢刈羽線
- 405 新潟県道405号国上公園線
- 406 新潟県道406号新関停車場線
- 407 新潟県道407号貫木穴沢線
- 408 新潟県道408号佐善国上線
- 409 新潟県道409号牛ヶ首笹岡線
- 410 新潟県道410号町軽井上桐線
- 411 新潟県道411号町山谷片貝線
- 412 新潟県道412号飯山新井線（長野県道と共通。長野県側の路線番号は411）
- 413 新潟県道413号大崩岩山線
- 414 （欠番）
- 415 新潟県道415号茂沢竜光線
- 416 新潟県道416号原田川線
- 417 新潟県道417号米沢今泉線
- 418 新潟県道418号大石吉水線
- 419 新潟県道419号穴沢大栃山線
- 420 （欠番）
- 421 新潟県道421号天納川口線
- 422 （欠番）
- 423 （欠番）
- 424 新潟県道424号野田高柳線
- 425 新潟県道425号高尾田島線
- 426 新潟県道426号石黒松代線
- 427 新潟県道427号五十子平真田線
- 428 新潟県道428号西野谷新田新井線
- 429 （欠番）
- 430 （欠番）
- 431 新潟県道431号仙納徳合線
- 432 新潟県道432号静平西三川線
- 433 新潟県道433号東長鳥五十土線
- 434 新潟県道434号大月六日町線
- 435 新潟県道435号矢津猿和田停車場線
- 436 新潟県道436号猿和田五泉線
- 437 新潟県道437号別所南田中線
- 438 （欠番）
- 439 （欠番）
- 440 新潟県道440号麓野積線
- 441 新潟県道441号入塩川上樫出線
- 442 新潟県道442号杉沢上樫出線
- 443 新潟県道443号阿弥陀瀬上条線
- 444 新潟県道444号中永宮本線
- 445 新潟県道445号法末真人線
- 446 （欠番）
- 447 （欠番）
- 448 新潟県道448号赤土並柳線
- 449 新潟県道449号松川須原線
- 450 （欠番）

### 451 - 500号
- 451 新潟県道451号石打停車場塩沢線
- 452 （欠番）
- 453 （欠番）
- 454 新潟県道454号中尾水込線
- 455 新潟県道455号上小沢北条線
- 456 新潟県道456号大崎小泊線
- 457 新潟県道457号向原越後中里停車場線
- 458 新潟県道458号下倉小出線
- 459 新潟県道459号桜町小池線
- 460 （欠番）
- 461 新潟県道461号中条田川線
- 462 新潟県道462号湯沢温泉線
- 463 新潟県道463号白雲台乙和池相川線
- 464 新潟県道464号新潟港沼垂線
- 465 （欠番）
- 466 （欠番）
- 467 新潟県道467号宮本大島線
- 468 新潟県道468号大潟上越線
- 469 新潟県道469号北五泉停車場線
- 470 新潟県道470号大室水原線
- 471 新潟県道471号鹿熊中浦線
- 472 新潟県道472号村松長倉線
- 473 新潟県道473号槇下南中線
- 474 新潟県道474号竹沢塩谷線
- 475 新潟県道475号水尻家ノ前線
- 476 新潟県道476号西中野俣小平尾線
- 477 新潟県道477号荒谷竜光線
- 478 新潟県道478号平石西ノ裏線
- 479 新潟県道479号岡新堀新田線
- 480 新潟県道480号山中上野線
- 481 新潟県道481号新宮二ツ屋線
- 482 新潟県道482号秋成下船渡線
- 483 新潟県道483号山之坊大峰小滝線
- 484 新潟県道484号下出越線
- 485 新潟県道485号東谷内溝尾線
- 486 新潟県道486号姫川港青海線
- 487 新潟県道487号姫川港線
- 488 新潟県道488号三ツ屋中央線
- 489 （欠番）
- 490 新潟県道490号安田新潟自転車道線
- 491 （欠番）
- 492 新潟県道492号鷹ノ巣公園線
- 493 新潟県道493号荒川中条線
- 494 新潟県道494号熱田坂大長谷線
- 495 （欠番）
- 496 新潟県道496号二枚田狐窪線
- 497 新潟県道497号加茂停車場線
- 498 新潟県道498号長岡中之島見附線（旧国道8号及び旧国道17号）
- 499 新潟県道499号山田中潟線
- 500 新潟県道500号黒又山大栃山線

### 501 - 550号
- 501 新潟県道501号江口今泉線
- 502 新潟県道502号大桑原芋赤線
- 503 新潟県道503号坊金虫川線
- 504 新潟県道504号信濃斑尾高原線（長野県道と共通）
- 505 新潟県道505号入ノ平白馬線
- 506 新潟県道506号岩沢中条線
- 507 新潟県道507号写川中原線
- 508 新潟県道508号荒井浜黒川線
- 509 新潟県道509号五頭公園畑江線
- 510 （欠番）
- 511 新潟県道511号牧上野線
- 512 新潟県道512号西津川線
- 513 新潟県道513号中ノ沢内川線
- 514 新潟県道514号水沢新田種芋原線
- 515 新潟県道515号濁沢種芋原線
- 516 新潟県道516号千足呼坂線
- 517 新潟県道517号池ヶ原塩殿線
- 518 新潟県道518号駒之湯温泉線（実延長なし）
- 519 新潟県道519号南荷頃薭生線
- 520 新潟県道520号法坂姉木線
- 521 新潟県道521号欠ノ上五日町線
- 522 新潟県道522号野田西本線
- 523 新潟県道523号中ノ俣下綱子線
- 524 新潟県道524号黒岩下小野線
- 525 新潟県道525号親不知外波線
- 526 新潟県道526号蒲池西山線
- 527 （欠番）
- 528 新潟県道528号真田高島線
- 529 新潟県道529号瀬波温泉線
- 530 新潟県道530号村上停車場線
- 531 新潟県道531号村上神林線
- 532 新潟県道532号虫野小出停車場線
- 533 新潟県道533号岩室停車場線
- 534 新潟県道534号春日山停車場線
- 535 新潟県道535号八幡新田島潟線
- 536 新潟県道536号五頭公園大室線
- 537 新潟県道537号塚野目代官島線
- 538 新潟県道538号大栃山細野線
- 539 新潟県道539号茶屋峠高原線
- 540 新潟県道540号越後中里停車場線
- 541 新潟県道541号土樽越後中里停車場線
- 542 新潟県道542号上越糸魚川自転車道線
- 543 新潟県道543号沢崎木野浦線
- 544 新潟県道544号次第浜新発田線
- 545 新潟県道545号紫雲寺菅谷線
- 546 新潟県道546号駒込北潟線
- 547 新潟県道547号坪野三仏生線
- 548 新潟県道548号大原木津線
- 549 新潟県道549号渡部敦ヶ曽根線
- 550 新潟県道550号東谷塚野山線

### 551 - 591号
- 551 新潟県道551号虫亀南荷頃線
- 552 新潟県道552号高倉東野名線
- 553 新潟県道553号広神小出線
- 554 新潟県道554号蛭窪京岡線
- 555 新潟県道555号内ノ倉公園線
- 556 新潟県道556号新潟東港線
- 557 新潟県道557号西川口和南津線
- 558 新潟県道558号泉沢新田山口線
- 559 新潟県道559号新座八箇線
- 560 新潟県道560号田沢小栗山線（魚沼スカイライン）
- 561 新潟県道561号弥彦岩室線（弥彦山スカイライン）
- 562 新潟県道562号角田山麓公園線
- 563 新潟県道563号南平小平尾線
- 564 新潟県道564号小面谷笹目線
- 565 新潟県道565号郷土資料館線
- 566 （欠番）
- 567 新潟県道567号大石原線
- 568 新潟県道568号須原スキー場線
- 569 新潟県道569号守門湯之谷線
- 570 （欠番）
- 571 新潟県道571号白山村松線
- 572 新潟県道572号諏訪井太郎丸線
- 573 新潟県道573号雷土新田浦佐線
- 574 新潟県道574号寺泊西山線
- 575 新潟県道575号高倉栗山沢線
- 576 新潟県道576号津久ノ又ヘツリ線（実延長なし）
- 577 新潟県道577号結東上郷宮野原線
- 578 新潟県道578号松之山温泉線
- 579 新潟県道579号上越脇野田新井線（旧国道18号・上越大通り）
- 580 新潟県道580号柿高畑線
- 581 新潟県道581号中山高原線
- 582 新潟県道582号木沢相川線
- 583 新潟県道583号村上朝日線
- 584 新潟県道584号新井中郷線（旧国道18号）
- 585 新潟県道585号中条停車場線
- 586 新潟県道586号水原亀田線（旧国道49号）
- 587 新潟県道587号三川インター線
- 588 新潟県道588号滝谷村松線
- 589 新潟県道589号小千谷長岡線（旧国道17号）
- 590 新潟県道590号保田寺社線
- 591 新潟県道591号中条インター線

## 過去に存在した県道一覧
- 主要地方道806号三条新津線（国道289号、国道403号に指定変更）
- 主要地方道803号新潟村上線（国道345号に指定変更。その後一部区間が国道113号に、旧道区間は新潟県道3号新潟新発田村上線に指定変更）
- 主要地方道842号新潟寺泊柏崎線（国道352号、国道402号に指定変更）
- 主要地方道825号小千谷柿崎線（国道403号、新潟県道25号柿崎小国線に路線分割し指定変更）
- 主要地方道843号上越安塚松之山線 （国道403号、新潟県道43号上越安塚浦川原線に路線分割し指定変更）
- 主要地方道878号飯山浦川原線（国道403号に指定変更）
- 主要地方道804号新津新発田線（国道460号に指定変更）
- 主要地方道817号白根新津線（国道460号に指定変更）
- 主要地方道829号白根巻線（国道460号に指定変更）
- 一般県道新潟新発田線（新潟県道803号新潟新発田村上線、新潟県道26号新発田豊栄線に路線分割し指定変更）
- 一般県道豊栄紫雲寺線（新潟県道803号新潟新発田村上線、新潟県道826号新発田豊栄線に路線分割し指定変更）
- 一般県道豊栄停車場山倉線（新潟県道55号新潟五泉間瀬線に路線統合し指定変更）
- 主要地方道860号津南秋山長野原線（国道405号に指定変更）
- 一般県道新潟港下木戸線（一般県道新潟港竹尾線に指定変更）
- 一般県道新潟港竹尾線（新潟県道4号新潟港横越線に路線統合し指定変更）
- 一般県道新潟横越線（一般県道横越新潟線、一般県道新潟港竹尾線に路線分割し指定変更）
- 一般県道新潟五泉安田線（新潟県道17号新潟村松三川線、新潟県道41号白根安田線に路線分割し指定変更）
- 一般県道安田京ヶ瀬松ヶ崎線（新潟県道827号新潟安田線に名称変更）
- 一般県道黒埼新潟線（新潟県道42号新潟黒埼インター線、新潟県道16号新潟亀田内野線、新潟市道、新潟県道318号白山停車場線に指定変更）
- 一般県道島見浜豊栄線（新潟県道846号新潟大外環状線に路線統合し指定変更、新潟県道158号島見豊栄線に名称変更）
- 一般県道沢海荻島線（新潟県道846号新潟大外環状線、新潟県道247号沢海酒屋線に指定変更）
- 一般県道覚路津荻川停車場線（新潟県道846号新潟大外環状線に路線統合し指定変更）
- 一般県道黒埼西川線（新潟県道846号新潟大外環状線に路線統合し指定変更）
- 一般県道西川四ッ郷屋線（新潟県道846号新潟大外環状線、新潟県道168号越後赤塚停車場四ッ郷屋線に路線分割し指定変更）
- 一般県道越後赤塚停車場赤塚線（新潟県道846号新潟大外環状線に路線統合し指定変更）
- 一般県道県庁前停車場女池線（一般県道白山前停車場女池線に名称変更）
- 新潟県道1号横越新潟線（新潟県道4号新潟港横越線に路線統合し指定変更）
- 新潟県道846号新潟大外環状線（新潟県道46号新潟中央環状線に改称）
- 新潟県道93号平木田停車場乙線（新潟県道402号樽ヶ橋長政線に路線統合し指定変更）
- 新潟県道105号木場白根線（新潟県道325号黒埼新飯田線に指定変更）
- 新潟県道162号北三条停車場線（新潟県道808号長岡見附三条線に指定変更）
- 新潟県道164号白山前停車場女池線（新潟県道164号白山停車場女池線に路線統合し改称）
- 新潟県道172号西長岡停車場線（長岡市道に指定変更）
- 新潟県道206号岩崩村上線（新潟県道349号鶴岡村上線に指定変更）
- 新潟県道309号沼垂停車場線（新潟市道に指定変更）
- 新潟県道311号白根停車場線（新潟県道325号黒埼新飯田線、味方村道、白根市道に指定変更、味方村道・白根市道は2005年から新潟市道に指定変更）
- 新潟県道318号白山停車場線（新潟県道164号白山停車場女池線に路線統合し指定変更）
- 新潟県道429号上越南インター線（新潟県道85号上越高田インター線として主要地方道に指定変更し改称）
- 新潟県道439号横越豊栄線（新潟県道846号新潟大外環状線に路線統合し指定変更）